# Quintus Licinius Modestinus
Quintus Licinius Modestinus [? Sextus] Attius Labeo est un sénateur romain qui occupe un certain nombre de nominations impériales au milieu du IIe siècle apr. J.-C. Il est consul en l'an 146, à la suite de la mort de Sextus Erucius Clarus en mars, servant jusqu'à la fin juin ; son collègue est Gnaeus Claudius Severus Arabianus.  Il est entièrement connu par des inscriptions.

## Biographie
Une inscription de Castrimoenium (Marino moderne), actuellement dans la Gallaria Lapidaria du Musée du Vatican, nous fournit des détails sur son cursus honorum.  Modestin commence sa carrière comme l'un des decemviri stlitibus judicandis, l'un des quatre conseils qui forment les vigintiviri ; l'adhésion à l'un de ces quatre conseils est une première étape préliminaire et nécessaire pour entrer au Sénat romain. Mireille Corbier interprète la combinaison de ce poste et d'un manque de service en tant que tribun militaire comme le rendant "prédestiné à une carrière administrative". Son poste suivant est celui de questeur du gouverneur proconsulaire d'Afrique, et à l'issue de cette magistrature républicaine traditionnelle, Modestinus est inscrit au Sénat. Deux autres magistratures républicaines traditionnelles suivirent : tribun plébéien et préteur.
Une fois son mandat de préteur terminé, Modestin est qualifié pour occuper plusieurs postes importants. Le premier est conservateur de la Via Salaria, dont Géza Alföldy estime qu'elle s'est déroulée entre l'an 138 et l'an 141 environ. Cela est suivi par préfet de l'aerarium Saturni ; bien qu'Alföldy date son mandat d'environ l'année 141 à 144,  Corbier soutient dans sa monographie sur les préfets des trésors romains que son mandat s'étend de l'année 138 à 140.  Alors qu'être préfet de ce trésor le plus souvent conduit immédiatement au consulat, Modestin est plutôt gouverneur de la province publique d'Achaïe pour le mandat 144/145 . Cependant, Corbier énumère deux autres hommes qui occupent un poste de gouverneur proprétorien avant d'accéder au consulat. 
Modestin détient également un certain nombre de sacerdoces romains. Ceux-ci comprennent l'adhésion au collège des fétiaux, aux sodales Augustales et aux Quindecimviri sacris faciundis, le sacerdoce romain chargé de la garde des oracles sibyllins.
Après son consulat, la vie de Modestin est un blanc.